# Canton de Sarralbe
Le canton de Sarralbe est une circonscription électorale française située dans le département de la Moselle et la région Grand Est.

## Géographie
Ce canton est organisé autour de Sarralbe dans les arrondissements de Forbach-Boulay-Moselle et Sarreguemines. Son altitude varie de 206 mètres (Sarralbe) à 354 mètres (Brulange).

## Histoire
- À l'origine, le canton s'appelait "Canton de Puttelange". Il a été dénommé "Canton de Sarralbe" par l'article du 15 Floréal An X (5 mai 1802).

- Ce canton faisait initialement partie de l'arrondissement de Forbach ; il a été rattaché à celui de Sarreguemines par un décret du 21 décembre 1999 prenant effet le 1er janvier 2000[3].

- Par décret du 18 février 2014, le nombre de cantons du département est divisé par deux, avec mise en application aux élections départementales de mars 2015. Le canton de Sarralbe est conservé et s'agrandit. Il passe de 14 à 48 communes[2].

## Langue
D'après un recensement de 1962, le canton comptait 80 à 90 % de locuteurs du francique lorrain. Après cette date, les recensements de l'INSEE ont cessé de poser la question de la langue maternelle au citoyen enquêté.

## Représentation

### Conseillers généraux de 1833 à 2015
| Période                                  | Période      | Identité                            | Étiquette             | Qualité |
| ---------------------------------------- | ------------ | ----------------------------------- | --------------------- | --- |
| 1833                                     | 1842         | Jean Frédéric Guerber (1794-1859)   |                       | Notaire à Puttelange                                                                                          |
| 1842                                     | 1848         | François-Nicolas Roget de Belloguet |                       | Juge d'instruction au Tribunal de Sarreguemines                                                               |
| 1848                                     | 1862 (décès) | Henri Pauly                         |                       | Fabricant de peluche à Puttelange                                                                             |
| 1862                                     | 1870         | Nicolas Massing                     |                       | Fabricant de peluche à Puttelange                                                                             |
| 1870                                     | 1871         | Baron Charles de Schmid (1821-1898) |                       | Propriétaire foncier Maire de Sarralbe                                                                        |
| 1871                                     | 1919         | Annexion allemande                  |                       | |
| 1919                                     | 1928         | Jean Bodot (1857-1948)              | URL                   | Chef de bureau retraité des usines Solvay à Sarralbe                                                          |
| 1928                                     | 1940         | Adolphe Straub                      | Conservateur          | Commis des PTT à Metz                                                                                         |
|                                          |              |                                     |                       | |
| 1945                                     | 1958         | François Goldschmitt,               | DVD                   | Curé de Rech                                                                                                  |
| 1958                                     | 1971         | Jean Coumaros                       | DVD puis UNR puis UDR | Médecin Député (1958-1973) Maire de Puttelange-aux-Lacs (Puttelange-lès-Farschviller) (1953-1971)             |
| 1971                                     | 1976         | Paul Degott                         | UDR                   | Maire de Sarralbe (1965-1969)                                                                                 |
| 1976                                     | 1992 (décès) | André Ziegler                       | CNI                   | Maire de Sarralbe (1969-1989)                                                                                 |
| 1992                                     | 2015         | Alex Staub                          | RPR puis UMP          | Commerçant Vice-Président du Conseil Général Puttelange-aux-Lacs Suppléant du député Céleste Lett (2002-2007) |
| Les données manquantes sont à compléter. |              |                                     |                       | |

### Conseillers d'arrondissement (de 1833 à 1940)
Le canton de Sarralbe avait deux conseillers d'arrondissement à partir de 1919.
| Période                                  | Période      | Identité                         | Étiquette     | Qualité |
| ---------------------------------------- | ------------ | -------------------------------- | ------------- | --- |
| 1833                                     |              | Maurice Thiébault (1761-1841)    |               | Négociant à Puttelange                                                                                      |
|                                          |              |                                  |               | |
| 1848                                     |              | Pierre Nicolas Beuck (1795-1877) |               | Ancien notaire à Puttelange                                                                                 |
|                                          |              |                                  |               | |
| 1919                                     | 1933 (décès) | Joseph Clément (1863-1933)       | URL           | Propriétaire, maire de Nelling                                                                              |
| 1919                                     | 1925         | Edouard Paul Cornibé (1883-1949) | URL           | Propriétaire et quincaillier à Puttelange                                                                   |
| 1925                                     | 1940         | Léon Pigeot                      | Front lorrain | Maire de Sarralbe                                                                                           |
| 1933                                     | 1940         | M. Hertzog                       | Front lorrain | Propriétaire à Audviller, Sarralbe                                                                          |
| 1940                                     |              |                                  |               | Les conseils d'arrondissement ont été suspendus par la loi du 12 octobre 1940 et n'ont jamais été réactivés |
| Les données manquantes sont à compléter. |              |                                  |               | |

### Conseillers départementaux à partir de 2015
| Période élective | Période élective | Mandat | Mandat   | Identité                                | Nuance | Nuance | Qualité |
| ---------------- | ---------------- | ------ | -------- | --------------------------------------- | ------ | ------ | --- |
| 2015             | 2021             | 2015   | 2021     | Claude Bitte                            |        | LR     | Conseiller municipal de Morhange, président de la Communauté de communes du centre mosellan Ancien conseiller général du Canton de Grostenquin (1993-2015) |
| 2015             | 2021             | 2015   | 2021     | Sonya Cristinelli-Fraiboeuf             |        | LR     | Fonctionnaire Vice-présidente du département, maire de Woustviller                                                                                         |
| 2021             | 2028             | 2021   | 2023     | Sonya Cristinelli-Fraiboeuf             |        | LR     | Conseillère sortante, 2ème Vice-Présidente du conseil départemental                                                                                        |
| 2021             | 2028             | 2021   | 2023     | Romuald Yahiaoui                        |        | LR     | Fonctionnaire territorial Maire de Hellimer |
| 2021             | 2028             | 2023   | en cours | Laurence Borysiak (Élection partielle)  |        | DVC    | Juriste à Morhange |
| 2021             | 2028             | 2023   | en cours | Pierre-Jean Didiot (Élection partielle) |        | LREM   | Cadre dans l'industrie pharmaceutique Maire de Sarralbe (depuis 2001)                                                                                      |

L'élection de 2021 à été invalidée en raison du dépôt tardif des comptes de campagne des élus.

### Résultats détaillés

#### Élections de mars 2015
À l'issue du 1er tour des élections départementales de 2015, deux binômes sont en ballottage : Eric Bauer et Laura Sanitate (FN, 34,57 %) et Claude Bitte et Sonya Cristinelli-Fraiboeuf (UMP, 32,27 %). Le taux de participation est de 50,09 % (12 785 votants sur 25 525 inscrits) contre 44,87 % au niveau départemental et 50,17 % au niveau national.
Au second tour, Claude Bitte et Sonya Cristinelli-Fraiboeuf (UMP) sont élus avec 54,41 % des suffrages exprimés et un taux de participation de 48,88 % (6 297 voix pour 12 475 votants et 25 523 inscrits).

#### Élections de juin 2021
Le premier tour des élections départementales de 2021 est marqué par un très faible taux de participation (33,26 % au niveau national). Dans le canton de Sarralbe, ce taux de participation est de 27,77 % (6 967 votants sur 25 092 inscrits) contre 26,75 % au niveau départemental. À l'issue de ce premier tour, deux binômes sont en ballottage : Éric Bauer et Josiane Marison (RN, 29,16 %) et Sonya Cristinelli-Fraiboeuf et Romuald Yahiaoui (Union à droite, 28,32 %).
Le second tour des élections est marqué une nouvelle fois par une abstention massive équivalente au premier tour. Les taux de participation sont de 34,36 % au niveau national, 27,16 % dans le département et 26,93 % dans le canton de Sarralbe. Sonya Cristinelli-Fraiboeuf et Romuald Yahiaoui (Union à droite) sont élus avec 60,68 % des suffrages exprimés (3 813 voix pour 6 759 votants et 25 100 inscrits),,.

## Composition

### Composition avant 2015

Situation du canton de Sarralbe dans l'Arrondissement de Sarreguemines avant 2015.

Le canton de Sarralbe groupait 14 communes.
| Nom                     | Code Insee | Codepostal | Superficie (km2) | Population (dernière pop. légale) | Densité (hab./km2) |
| ----------------------- | ---------- | ---------- | ---------------- | --------------------------------- | ------------------ |
| Sarralbe (chef-lieu)    | 57628      | 57430      | 27,29            | 4 572 (2012)                      | 168                |
| Ernestviller            | 57197      | 57510      | 4,44             | 498 (2012)                        | 112                |
| Hazembourg              | 57308      | 57430      | 1,72             | 118 (2012)                        | 69                 |
| Hilsprich               | 57325      | 57510      | 10,34            | 911 (2012)                        | 88                 |
| Holving                 | 57330      | 57510      | 10,75            | 1 237 (2012)                      | 115                |
| Kappelkinger            | 57357      | 57430      | 8,58             | 410 (2012)                        | 48                 |
| Kirviller               | 57366      | 57430      | 2,54             | 149 (2012)                        | 59                 |
| Le Val-de-Guéblange     | 57267      | 57430      | 19,08            | 869 (2012)                        | 46                 |
| Nelling                 | 57497      | 57670      | 7,40             | 288 (2012)                        | 39                 |
| Puttelange-aux-Lacs     | 57556      | 57510      | 16,66            | 3 113 (2012)                      | 187                |
| Rémering-lès-Puttelange | 57571      | 57510      | 9,24             | 1 152 (2012)                      | 125                |
| Richeling               | 57581      | 57510      | 4,21             | 347 (2012)                        | 82                 |
| Saint-Jean-Rohrbach     | 57615      | 57510      | 12,19            | 1 021 (2012)                      | 84                 |
| Willerwald              | 57746      | 57430      | 6,31             | 1 519 (2012)                      | 241                |

### Composition depuis 2015
Le canton de Sarralbe comprend désormais quarante-huit communes entières.
| Nom                              | Code Insee | Intercommunalité             | Superficie (km2) | Population (dernière pop. légale) | Densité (hab./km2) | Modifier                                    |
| -------------------------------- | ---------- | ---------------------------- | ---------------- | --------------------------------- | ------------------ | ------------------------------------------- |
| Sarralbe (bureau centralisateur) | 57628      | CA Sarreguemines Confluences | 27,29            | 4 386 (2022)                      | 161                | modifier les données · modifier les données |
| Altrippe                         | 57014      | CA Saint-Avold Synergie      | 4,88             | 368 (2022)                        | 75                 | modifier les données · modifier les données |
| Baronville                       | 57051      | CA Saint-Avold Synergie      | 6,18             | 369 (2022)                        | 60                 | modifier les données · modifier les données |
| Bérig-Vintrange                  | 57063      | CA Saint-Avold Synergie      | 8,52             | 213 (2022)                        | 25                 | modifier les données · modifier les données |
| Biding                           | 57082      | CA Saint-Avold Synergie      | 6,72             | 339 (2022)                        | 50                 | modifier les données · modifier les données |
| Bistroff                         | 57088      | CA Saint-Avold Synergie      | 19,28            | 312 (2022)                        | 16                 | modifier les données · modifier les données |
| Boustroff                        | 57105      | CA Saint-Avold Synergie      | 3,47             | 152 (2022)                        | 44                 | modifier les données · modifier les données |
| Brulange                         | 57115      | CA Saint-Avold Synergie      | 5,85             | 99 (2022)                         | 17                 | modifier les données · modifier les données |
| Destry                           | 57174      | CA Saint-Avold Synergie      | 6,93             | 110 (2022)                        | 16                 | modifier les données · modifier les données |
| Diffembach-lès-Hellimer          | 57178      | CA Saint-Avold Synergie      | 5,79             | 361 (2022)                        | 62                 | modifier les données · modifier les données |
| Eincheville                      | 57189      | CA Saint-Avold Synergie      | 6,78             | 223 (2022)                        | 33                 | modifier les données · modifier les données |
| Ernestviller                     | 57197      | CA Sarreguemines Confluences | 4,44             | 506 (2022)                        | 114                | modifier les données · modifier les données |
| Erstroff                         | 57198      | CA Saint-Avold Synergie      | 5,05             | 189 (2022)                        | 37                 | modifier les données · modifier les données |
| Frémestroff                      | 57237      | CA Saint-Avold Synergie      | 5,51             | 304 (2022)                        | 55                 | modifier les données · modifier les données |
| Freybouse                        | 57239      | CA Saint-Avold Synergie      | 5,87             | 428 (2022)                        | 73                 | modifier les données · modifier les données |
| Gréning                          | 57258      | CA Saint-Avold Synergie      | 2,78             | 112 (2022)                        | 40                 | modifier les données · modifier les données |
| Grostenquin                      | 57262      | CA Saint-Avold Synergie      | 21,77            | 620 (2022)                        | 28                 | modifier les données · modifier les données |
| Grundviller                      | 57263      | CA Sarreguemines Confluences | 6,27             | 661 (2022)                        | 105                | modifier les données · modifier les données |
| Guebenhouse                      | 57264      | CA Sarreguemines Confluences | 4,46             | 415 (2022)                        | 93                 | modifier les données · modifier les données |
| Guessling-Hémering               | 57275      | CA Saint-Avold Synergie      | 10,06            | 924 (2022)                        | 92                 | modifier les données · modifier les données |
| Harprich                         | 57297      | CA Saint-Avold Synergie      | 8,78             | 186 (2022)                        | 21                 | modifier les données · modifier les données |
| Hazembourg                       | 57308      | CA Sarreguemines Confluences | 1,72             | 155 (2022)                        | 90                 | modifier les données · modifier les données |
| Hellimer                         | 57311      | CA Saint-Avold Synergie      | 10,42            | 517 (2022)                        | 50                 | modifier les données · modifier les données |
| Hilsprich                        | 57325      | CA Sarreguemines Confluences | 10,34            | 840 (2022)                        | 81                 | modifier les données · modifier les données |
| Holving                          | 57330      | CA Sarreguemines Confluences | 10,75            | 1 265 (2022)                      | 118                | modifier les données · modifier les données |
| Kappelkinger                     | 57357      | CA Sarreguemines Confluences | 8,58             | 421 (2022)                        | 49                 | modifier les données · modifier les données |
| Kirviller                        | 57366      | CA Sarreguemines Confluences | 2,54             | 140 (2022)                        | 55                 | modifier les données · modifier les données |
| Landroff                         | 57379      | CA Saint-Avold Synergie      | 7,73             | 268 (2022)                        | 35                 | modifier les données · modifier les données |
| Laning                           | 57384      | CA Saint-Avold Synergie      | 6,71             | 601 (2022)                        | 90                 | modifier les données · modifier les données |
| Lelling                          | 57389      | CA Saint-Avold Synergie      | 4,92             | 460 (2022)                        | 93                 | modifier les données · modifier les données |
| Leyviller                        | 57398      | CA Saint-Avold Synergie      | 7,25             | 506 (2022)                        | 70                 | modifier les données · modifier les données |
| Lixing-lès-Saint-Avold           | 57409      | CA Saint-Avold Synergie      | 6,32             | 672 (2022)                        | 106                | modifier les données · modifier les données |
| Loupershouse                     | 57419      | CA Sarreguemines Confluences | 7,73             | 899 (2022)                        | 116                | modifier les données · modifier les données |
| Maxstadt                         | 57453      | CA Saint-Avold Synergie      | 7,91             | 296 (2022)                        | 37                 | modifier les données · modifier les données |
| Morhange                         | 57483      | CA Saint-Avold Synergie      | 15,38            | 3 347 (2022)                      | 218                | modifier les données · modifier les données |
| Nelling                          | 57497      | CA Sarreguemines Confluences | 7,40             | 262 (2022)                        | 35                 | modifier les données · modifier les données |
| Petit-Tenquin                    | 57536      | CA Saint-Avold Synergie      | 4,88             | 216 (2022)                        | 44                 | modifier les données · modifier les données |
| Puttelange-aux-Lacs              | 57556      | CA Sarreguemines Confluences | 16,66            | 3 058 (2022)                      | 184                | modifier les données · modifier les données |
| Racrange                         | 57560      | CA Saint-Avold Synergie      | 7,16             | 620 (2022)                        | 87                 | modifier les données · modifier les données |
| Rémering-lès-Puttelange          | 57571      | CA Sarreguemines Confluences | 9,24             | 1 034 (2022)                      | 112                | modifier les données · modifier les données |
| Richeling                        | 57581      | CA Sarreguemines Confluences | 4,21             | 348 (2022)                        | 83                 | modifier les données · modifier les données |
| Saint-Jean-Rohrbach              | 57615      | CA Sarreguemines Confluences | 12,19            | 963 (2022)                        | 79                 | modifier les données · modifier les données |
| Suisse                           | 57662      | CA Saint-Avold Synergie      | 5,03             | 95 (2022)                         | 19                 | modifier les données · modifier les données |
| Vahl-Ebersing                    | 57684      | CA Saint-Avold Synergie      | 6,29             | 497 (2022)                        | 79                 | modifier les données · modifier les données |
| Le Val-de-Guéblange              | 57267      | CA Sarreguemines Confluences | 19,08            | 798 (2022)                        | 42                 | modifier les données · modifier les données |
| Vallerange                       | 57687      | CA Saint-Avold Synergie      | 6,64             | 211 (2022)                        | 32                 | modifier les données · modifier les données |
| Viller                           | 57717      | CA Saint-Avold Synergie      | 7,27             | 173 (2022)                        | 24                 | modifier les données · modifier les données |
| Woustviller                      | 57752      | CA Sarreguemines Confluences | 10,97            | 2 822 (2022)                      | 257                | modifier les données · modifier les données |
| Canton de Sarralbe               | 5720       |                              | 402,00           | 32 761 (2022)                     | 81                 | modifier les données                        |

## Démographie

### Démographie avant 2015
| 1962   | 1968   | 1975   | 1982   | 1990   | 1999   | 2006   | 2011   | 2012   |
| ------ | ------ | ------ | ------ | ------ | ------ | ------ | ------ | ------ |
| 12 598 | 13 550 | 13 935 | 14 683 | 14 759 | 15 133 | 15 908 | 16 176 | 16 204 |

### Démographie depuis 2015
En 2022, le canton comptait 32 761 habitants, en évolution de −2,87 % par rapport à 2016 (Moselle : +0,52 %, France hors Mayotte : +2,11 %).
| 2013   | 2018   | 2022   |
| ------ | ------ | ------ |
| 34 112 | 33 395 | 32 761 |